# شو كامشيما
شو كامشيما (باليابانية: 亀島 周) (21 أبريل 1993 في هيروشيما في اليابان – )؛ هو لاعب كرة قدم ياباني يلعب كمدافع.

## وصلات خارجية
- شو كامشيما على موقع رابطة كرة القدم اليابانية للمحترفين (اليابانية)